# La Colmena, Soconusco
La Colmena är en ort i Mexiko.   Den ligger i kommunen Soconusco och delstaten Veracruz, i den sydöstra delen av landet, 500 km öster om huvudstaden Mexico City. La Colmena ligger 53 meter över havet och antalet invånare är 378.
Terrängen runt La Colmena är platt. Runt La Colmena är det ganska tätbefolkat, med 179 invånare per kvadratkilometer. Närmaste större samhälle är Acayucan, 9,0 km sydväst om La Colmena. Omgivningarna runt La Colmena är en mosaik av jordbruksmark och naturlig växtlighet.